# David Doubt
David Doubt (též Doyle Doubt nebo Daniel Doubt či prostě DD) je fiktivní dramatik, ve skutečnosti kolektivní pseudonym herců a pracovníků Dejvického divadla v Praze.

## Dílo
- Černá díra (Simona Babčáková, Jiří Havelka, Martha Issová, Dáda Němeček, Václav Neužil, David Novotný, Jaroslav Plesl, Eva Suková, Pavel Šimčík, Ivan Trojan), premiéra 12. dubna 2007, derniéra 29. srpna 2013, režie: Jiří Havelka[1]
- Zásek, (Hynek Čermák, Matěj Kroupa, Veronika Kubařová, Klára Melíšková, Martin Myšička, Eva Suková, Ivan Trojan), premiéra: 11. dubna 2015, režie: Ivan Trojan[2]
- Vzkříšení, premiéra: 12. června 2016, režie: Michal Vajdička[3]
- Jiří Havelka a DD (Simona Babčáková, Tomáš Jeřábek, Klára Melíšková, Martin Myšička, Eva Suková, Ivan Trojan, Zdeňka Žádníková): Vražda krále Gonzaga, premiéra: 19. prosince 2017, režie: Jiří Havelka[4]